# Austromegabalanus nigrescens
Austromegabalanus nigrescens is een zeepokkensoort uit de familie van de Balanidae. De wetenschappelijke naam van de soort is voor het eerst geldig gepubliceerd in 1818 door Lamarck.